# Liste des monuments historiques d'Obernai
Ce tableau présente la liste de tous les monuments historiques de Obernai (Bas-Rhin), classés ou inscrits.

## Monuments historiques
Selon la base Mérimée, il y a 25 monuments historiques à Obernai, inscrits ou classés.
| Monument | Adresse                       | Coordonnées                      | Notice         | Protection     | Date      | Illustration |
| --- | ----------------------------- | -------------------------------- | -------------- | -------------- | --------- | --- |
| Abbaye de Truttenhausen église | Truttenhausen                 | 48° 25′ 39″ nord, 7° 26′ 02″ est | « PA00084849 » | Inscrit        | 1984      | Abbaye de Truttenhausenéglise |
| Château de la Leonardsau (actuel musée du Cheval et de l'Attelage) - façades, toitures, vestibule d'entrée, chambre alsacienne, salon 1900, grand salon - parc dans ses aménagements d'origine | Saint-Leonardsau              | 48° 28′ 11″ nord, 7° 26′ 35″ est | « PA00084847 » | Inscrit        | 1986 1990 | Château de la Leonardsau (actuel musée du Cheval et de l'Attelage)- façades, toitures, vestibule d'entrée, chambre alsacienne, salon 1900, grand salon- parc dans ses aménagements d'origine |
| Cimetière chapelle de la Vierge |                               | 48° 27′ 50″ nord, 7° 28′ 53″ est | « PA00084848 » | Inscrit        | 1929      | Cimetièrechapelle de la Vierge |
| Cour de Gail façades, toitures, porte d'accès du pressoir | 3b, rue de Gail               | 48° 27′ 42″ nord, 7° 28′ 46″ est | « PA00084859 » | Inscrit        | 1986      | Cour de Gailfaçades, toitures, porte d'accès du pressoir |
| Église Saints-Pierre-et-Paul autel du Saint-Sépulcre | Rempart Monseigneur-Freppel   | 48° 27′ 48″ nord, 7° 28′ 54″ est | « PA00084850 » | Classé         | 1900      | Église Saints-Pierre-et-Paulautel du Saint-Sépulcre |
| Halle aux blés anciennes boucheries |                               | 48° 27′ 44″ nord, 7° 28′ 58″ est | « PA00084852 » | Classé         | 1900      | Halle aux blésanciennes boucheries |
| Hôtel de ville hôtel de ville | Rue du Général-Gouraud        | 48° 27′ 44″ nord, 7° 28′ 54″ est | « PA00084853 » | Classé         | 1900      | Hôtel de villehôtel de ville |
| Hôtel-restaurant à la Cloche façades et toitures sur rue avec verrières, salle à manger | 90, rue du Général-Gouraud    | 48° 27′ 45″ nord, 7° 28′ 55″ est | « PA00135146 » | Inscrit        | 1995      | Hôtel-restaurant à la Clochefaçades et toitures sur rue avec verrières, salle à manger |
| Immeuble - façades, toitures - oriel | 20, place du Marché           | 48° 27′ 43″ nord, 7° 28′ 53″ est | « PA00084863 » | Inscrit Classé | 1929 1958 | Immeuble- façades, toitures- oriel |
| Immeubles vestiges romans, maison Renaissance | 13-14, rue des Pèlerins       | 48° 27′ 41″ nord, 7° 28′ 49″ est | « PA00125220 » | Inscrit        | 1993      | Immeublesvestiges romans, maison Renaissance |
| Kappelturm beffroi, chapelle | Rue Sainte-Odile              | 48° 27′ 43″ nord, 7° 28′ 54″ est | « PA00084846 » | Classé         | 1980      | Kappelturmbeffroi, chapelle |
| Maison maison | 3, rue de la Croix            | 48° 27′ 38″ nord, 7° 28′ 59″ est | « PA00084855 » | Inscrit        | 1931      | Maisonmaison |
| Maison oriel | 1, rue Dietrich               | 48° 27′ 43″ nord, 7° 28′ 55″ est | « PA00084856 » | Inscrit        | 1929      | Maisonoriel |
| Maison façades sur rue et sur cour, escalier à vis | 28, rue Dietrich              | 48° 27′ 40″ nord, 7° 28′ 55″ est | « PA00084857 » | Inscrit        | 1930      | Maisonfaçades sur rue et sur cour, escalier à vis |
| Maison passage d'entrée, façades sur cour avec galeries et tour d'escalier | 7, place de l'Étoile          | 48° 27′ 44″ nord, 7° 28′ 47″ est | « PA00084858 » | Inscrit        | 1929      | Maisonpassage d'entrée, façades sur cour avec galeries et tour d'escalier |
| Maison façades, toiture | 61, rue du Général-Gouraud    | 48° 27′ 44″ nord, 7° 28′ 53″ est | « PA00084860 » | Inscrit        | 1930      | Maisonfaçades, toiture |
| Maison façades sur rue et sur cour, toitures, puits | 68-70, rue du Général-Gouraud | 48° 27′ 44″ nord, 7° 28′ 59″ est | « PA00084861 » | Inscrit        | 1929      | Maisonfaçades sur rue et sur cour, toitures, puits |
| Maison maison | 145, rue du Général-Gouraud   | 48° 27′ 42″ nord, 7° 28′ 33″ est | « PA00084862 » | Inscrit        | 1930      | Maisonmaison |
| Maison façades, toitures | 8, rue des Pèlerins           | 48° 27′ 42″ nord, 7° 28′ 49″ est | « PA00084864 » | Classé         | 1921      | Maisonfaçades, toitures |
| Maison des Bains façade, salle de l'ancien bassin, salle avec puits, cellier | 24, rue Sainte-Odile          | 48° 27′ 43″ nord, 7° 28′ 52″ est | « PA00084865 » | Inscrit        | 1929      | Maison des Bainsfaçade, salle de l'ancien bassin, salle avec puits, cellier |
| Maison natale de Sainte-Odile façades, toitures | Rue Athic                     | 48° 27′ 45″ nord, 7° 28′ 44″ est | « PA00084854 » | Classé         | 1981      | Maison natale de Sainte-Odilefaçades, toitures |
| Oberkirch (église Saint-Jean-Baptiste-d'Oberlinden) église |                               | 48° 27′ 46″ nord, 7° 28′ 20″ est | « PA00084851 » | Inscrit        | 1986      | Oberkirch (église Saint-Jean-Baptiste-d'Oberlinden)église |
| Puits à six seaux puits | Rue du Chanoine-Gyss          | 48° 27′ 45″ nord, 7° 28′ 54″ est | « PA00084866 » | Classé         | 1900      | Puits à six seauxpuits |
| Remparts remparts |                               | 48° 27′ 47″ nord, 7° 28′ 56″ est | « PA00084867 » | Classé         | 1898      | Rempartsremparts |
| Synagogue façades sur cour et sur rue ouest et sud, escalier ouest avec rampe et console sculptée                                                                                              | 43, rue du Général-Gouraud    | 48° 27′ 44″ nord, 7° 29′ 03″ est | « PA00084868 » | Inscrit        | 1984      | Synagoguefaçades sur cour et sur rue ouest et sud, escalier ouest avec rampe et console sculptée                                                                                             |

## Mobiliers historiques
Selon la base Palissy, il y a 67 objets monuments historiques à Obernai.
| Monument historique | Localisation                                                        | Protection | Date de la protection | Référence            | Photo |
| --- | ------------------------------------------------------------------- | ---------- | --------------------- | -------------------- | ----- |
| tableau : Château de l'Ortenbourg | caserne des pompiers                                                | inscrit    | 1995                  | Notice no PM67001710 |       |
| statue (statuette) : Saint-François d'Assise | caserne des pompiers                                                | inscrit    | 1995                  | Notice no PM67001709 |       |
| deux statues : Vierge et Saint-Jean d'un groupe (?) représentant la Crucifixion | caserne des pompiers                                                | inscrit    | 1995                  | Notice no PM67001708 |       |
| statue : Saint-Jean-Baptiste | caserne des pompiers                                                | inscrit    | 1995                  | Notice no PM67001707 |       |
| deux statues : Anges en adoration | caserne des pompiers                                                | inscrit    | 1995                  | Notice no PM67001706 |       |
| statue : Vierge de douleur | caserne des pompiers                                                | inscrit    | 1995                  | Notice no PM67001705 |       |
| statue : tête d'évêque | caserne des pompiers                                                | inscrit    | 1995                  | Notice no PM67001704 |       |
| statue : tête de Christ | caserne des pompiers                                                | inscrit    | 1995                  | Notice no PM67001703 |       |
| trois reliefs : Dieu-le-Père, Sainte-Catherine et une sainte (Odile ?) | caserne des pompiers                                                | inscrit    | 1995                  | Notice no PM67001702 |       |
| vestiges de deux autels-retables secondaires provenant de la Chartreuse de Molsheim et tableaux : Visitation et Sainte-Odile | caserne des pompiers                                                | inscrit    | 1995                  | Notice no PM67001701 |       |
| porte de la sacristie de l'ancienne église Saints-Pierre-et-Paul | caserne des pompiers                                                | inscrit    | 1995                  | Notice no PM67001700 |       |
| ensemble de deux lambris de demi-revêtement (panneaux de boiseries) avec trophées | caserne des pompiers                                                | inscrit    | 1995                  | Notice no PM67001699 |       |
| statue : Christ en croix | caserne des pompiers                                                | inscrit    | 1995                  | Notice no PM67001698 |       |
| statue : Vierge à l'Enfant | chapelle Notre-Dame dite Kapellkirche, actuellement beffroi         | classé     | 1988                  | Notice no PM67000223 |       |
| cloche | chapelle Notre-Dame dite Kapellkirche, actuellement beffroi         | classé     | 1982                  | Notice no PM67000211 |       |
| cloche | chapelle Notre-Dame dite Kapellkirche, actuellement beffroi         | classé     | 1982                  | Notice no PM67000210 |       |
| 6 verrières figurées | église paroissiale Saints-Pierre-et-Paul                            | inscrit    | 1983                  | Notice no PM67001713 |       |
| 9 verrières figurées (baies 0 à 8) | église paroissiale Saints-Pierre-et-Paul                            | inscrit    | 1983                  | Notice no PM67001712 |       |
| trois verrières figurées : Vie de Sainte-Odile | église paroissiale Saints-Pierre-et-Paul                            | inscrit    | 1983                  | Notice no PM67001711 |       |
| orgue de tribune | église paroissiale Saints-Pierre-et-Paul                            | classé     | 1982                  | Notice no PM67001066 |       |
| autel, retable, 18 statues, tabernacle, lambris de demi-revêtement (maître-autel, autel tombeau, retable architecturé, statuettes), style néo-gothique | église paroissiale Saints-Pierre-et-Paul                            | classé     | 1982                  | Notice no PM67000636 |       |
| orgue de tribune : partie instrumentale de l'orgue | église paroissiale Saints-Pierre-et-Paul                            | classé     | 1991                  | Notice no PM67000507 |       |
| 2 statues (en pendant) : Saint-Pierre, Saint-Paul | église paroissiale Saints-Pierre-et-Paul                            | classé     | 1988                  | Notice no PM67000222 |       |
| 11 tableaux : le Sacrifice de Gédéon, le Sacrifice d'Abraham Moïse, le Serpent d'airain, Adoration des Mages, l'Adoration des bergers, la dernière Cène, la Résurrection, les Pèlerins d'Emmaüs, la Multiplication des pains et des poissons, le Miracle de la manne, le Sacrifice d'Isaac, Abraham et Melchisédech | église paroissiale Saints-Pierre-et-Paul                            | classé     | 1982                  | Notice no PM67000220 |       |
| calice, patène | église paroissiale Saints-Pierre-et-Paul                            | classé     | 1982                  | Notice no PM67000219 |       |
| reliquaire | église paroissiale Saints-Pierre-et-Paul                            | classé     | 1982                  | Notice no PM67000218 |       |
| orgue de tribune : buffet d'orgue | église paroissiale Saints-Pierre-et-Paul                            | classé     | 1982                  | Notice no PM67000217 |       |
| 5 confessionnaux, style néo-gothique | église paroissiale Saints-Pierre-et-Paul                            | classé     | 1982                  | Notice no PM67000216 |       |
| chaire à prêcher, style néo-gothique | église paroissiale Saints-Pierre-et-Paul                            | classé     | 1982                  | Notice no PM67000215 |       |
| 2 autels, gradin, retable, 2 tableaux, 2 hauts-reliefs (autel secondaire, autel tombeau, retable architecturé) : Annonciation, mort de Saint-Joseph, de Saint-Joseph, de la Vierge, style néo-gothique | église paroissiale Saints-Pierre-et-Paul                            | classé     | 1982                  | Notice no PM67000214 |       |
| 4 verrières : Martyre de Saint-Sébastien (le), calvaire, Sainte-Marguerite, Sainte-Catherine d'Alexandrie, Sainte-Barbe, Sainte-Cécile, Sainte-Agathe, Sainte-Dorothée | église paroissiale Saints-Pierre-et-Paul                            | classé     | 1979                  | Notice no PM67000209 |       |
| autel, groupe sculpté : du Saint-Sépulcre | église paroissiale Saints-Pierre-et-Paul                            | classé     | 1979                  | Notice no PM67000208 |       |
| chaire à prêcher de l'ancienne église Saints-Pierre-et-Saint-Paul | forum, espace Athic                                                 | classé     | 1997                  | Notice no PM67000793 |       |
| horloge | horloge publique dit clocher Kapellturm, ancienne église Notre-Dame | classé     | 2000                  | Notice no PM67000891 |       |
| statue : Saint-Sébastien | hôpital civil                                                       | classé     | 1995                  | Notice no PM67000762 |       |
| relief d'une Annonciation | hôpital, hospice Saint-Erhard                                       | inscrit    | 1995                  | Notice no PM67001715 |       |
| groupe sculpté : Vierge de Pitié | hôpital, hospice Saint-Erhard                                       | inscrit    | 1995                  | Notice no PM67001714 |       |
| deux chandeliers d'étain | hôtel de ville                                                      | inscrit    | 1988                  | Notice no PM67001305 |       |
| tableau : Alsaciennes à la sortie de la messe, dites la Procession de Geispolsheim | hôtel de ville                                                      | inscrit    | 1999                  | Notice no PM67001312 |       |
| tableau : Portrait d'une paysanne | hôtel de ville                                                      | inscrit    | 1999                  | Notice no PM67001311 |       |
| tableau : Portrait d'homme | hôtel de ville                                                      | inscrit    | 1999                  | Notice no PM67001310 |       |
| tableau : Portrait d'enfant : Marie-Thérèse Umbricht? | hôtel de ville                                                      | inscrit    | 1999                  | Notice no PM67001309 |       |
| tableau : La Crucifixion avec la Vierge entourée de Saint-Jean, Saint-Sixte et un saint abbé | hôtel de ville                                                      | classé     | 2000                  | Notice no PM67000862 |       |
| 2 volets de polyptyque : Saint-Jacques le Majeur, Saint-Pierre et Saint-Jean l'Evangéliste, Sainte-Élisabeth de Hongrie, Sainte-Marguerite, Sainte-Dorothée et Sainte-Claire, un Évêque et Saint-Martin | hôtel de ville                                                      | classé     | 2000                  | Notice no PM67000861 |       |
| 4 volets de polyptyque : La Visitation, La Présentation de Jésus au Temple, L'Adoration des Mages, La Dormition de la Vierge | hôtel de ville                                                      | classé     | 2000                  | Notice no PM67000860 |       |
| 5 porte-cierge de procession et 4 bâtons de procession de confrérie | hôtel de ville                                                      | classé     | 2000                  | Notice no PM67000859 |       |
| 4 statues : Saint-Jean-Baptiste, Saint-Paul, Saint-Bruno, saint non identifié | hôtel de ville                                                      | classé     | 1991                  | Notice no PM67000635 |       |
| gobelet | hôtel de ville                                                      | classé     | 1990                  | Notice no PM67000563 |       |
| pichet | hôtel de ville                                                      | classé     | 1990                  | Notice no PM67000562 |       |
| gobelet, d'un magistrat d'Obernai | hôtel de ville                                                      | classé     | 1990                  | Notice no PM67000561 |       |
| coupe à boire | hôtel de ville                                                      | classé     | 1990                  | Notice no PM67000560 |       |
| commode | hôtel de ville                                                      | classé     | 1990                  | Notice no PM67000559 |       |
| armoire | hôtel de ville                                                      | classé     | 1990                  | Notice no PM67000558 |       |
| armoire | hôtel de ville                                                      | classé     | 1990                  | Notice no PM67000557 |       |
| buffet | hôtel de ville                                                      | classé     | 1990                  | Notice no PM67000556 |       |
| secrétaire à abattant | hôtel de ville                                                      | classé     | 1990                  | Notice no PM67000555 |       |
| table | hôtel de ville                                                      | classé     | 1990                  | Notice no PM67000554 |       |
| tableau : portrait du général de vives | hôtel de ville                                                      | classé     | 1990                  | Notice no PM67000553 |       |
| tableau : portrait de Louis XV | hôtel de ville                                                      | classé     | 1990                  | Notice no PM67000552 |       |
| tableau, cadre : portrait de Louis XIV | hôtel de ville                                                      | classé     | 1990                  | Notice no PM67000551 |       |
| verrière : fondation légendaire du couvent de Niedermunster par un chameau portant la croix | hôtel de ville                                                      | classé     | 1983                  | Notice no PM67000212 |       |
| 5 verrières : Saint-Jean et la Vierge de douleur à côté de la Crucifixion, Vierge de douleur et Christ en Homme de douleur, Saint-Étienne martyr | remise de matériel d'incendie                                       | classé     | 1997                  | Notice no PM67000794 |       |
| verrière Vierge à l'Enfant | remise de matériel d'incendie                                       | classé     | 1997                  | Notice no PM67000792 |       |
| 2 statues : Saint-Martin et Saint-Nicolas | remise de matériel d'incendie                                       | classé     | 1995                  | Notice no PM67000761 |       |
| statue : Saint-Jean | remise de matériel d'incendie                                       | classé     | 1995                  | Notice no PM67000760 |       |
| banc de circoncision | synagogue                                                           | classé     | 2005                  | Notice no PM67000966 |       |
| meuble de la religion juive : arche sainte et almémor | synagogue                                                           | classé     | 1985                  | Notice no PM67000221 |       |